# Écriture du carélien
Le carélien est parlé en Russie, principalement dans la république de Carélie, et dans une petite région au nord de Tver, bien que la plupart des résidents aient été expulsés en 1939. De nombreux alphabets ont été proposés et adoptés pour écrire le carélien au cours des siècles, à la fois en latin et en cyrillique. En 2007, l’alphabet carélien standardisé a été introduit et est utilisé pour l’écriture de toutes les variétés de carélien, y compris le carélien de Tver, qui l'a adopté en 2017.

## Histoire

### Moyen Âge

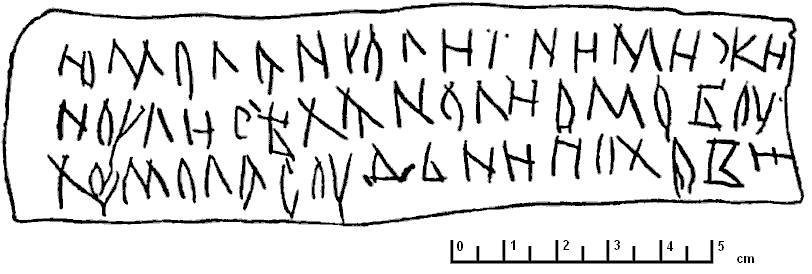
Texte de la lettre de l’écorce de bouleau no. 292

Le plus ancien document connu en carélien, ou en n’importe quelle langue fennique, est la lettre de l’écorce de bouleau no. 292, trouvé en 1957 et censé être une invocation contre la foudre ou un serment. Jusqu’au XIXe siècle, on estime que le carélien était écrit uniquement par des particuliers ; il n’était pas enseigné dans les écoles.

### XIXeet début duXXesiècle

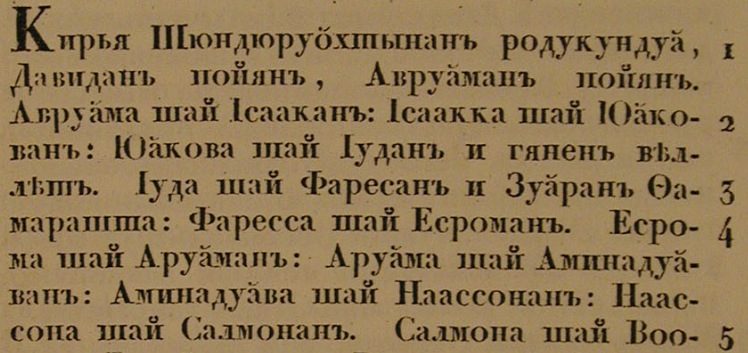
Traduction de l’Évangile selon Matthieu en carélien, 1820.

Au XIXe siècle, quelques livres ont été publiés en carélien en utilisant l’alphabet cyrillique, le premier était A Translation of some Prayers and a Shortened Catechism dans les dialectes de carélien du Nord et de l’olonetsien (carélien d’Aunus) en 1804. La littérature carélienne de la Russie du XIXe siècle est restée limitée à quelques livres de prières, des recueils de chansons et des brochures.
Les lettres utilisées pour transcrire les sons caréliens varient. Par exemple, dans l’Évangile selon Matthieu (Герранъ міянъ. Шондю-руохтынанъ святой і᷍овангели матвѣйста, Карьяланъ кїӗлѣлля) en carélien du Sud, dialecte de Tver, en 1820, ils ont utilisé des voyelles avec des brèves, des accents circonflexes, et г avec une cédille : 
Dans le Карельско-Русскій Букварь (dictionnaire carélien-russe), 1887 :
- Г̄ a été utilisé pour le son /ɡ/ (« g » du carélien moderne/finnois)
- Г sans barre représentait /h/ (« h » du carélien moderne/finnois)
- Е a été utilisé pour /e/
- І et И ont été utilisés comme équivalent du « je » du carélien moderne/finnois
- ІЙ a été utilisé comme équivalent du « ii » du carélien moderne/finnois
- Ы a été utilisé pour le son /y/ (« y » du carélien moderne/finnois)
- Ю̈ a été utilisé pour le son /jy/ (« jy » du carélien moderne/finnois)
- Ѣ a été utilisé comme équivalent du « ä » du carélien moderne/finnois
- Ъ a été utilisé à la fin de tous les mots qui ne se terminent pas par une voyelle ou un signe mou, comme en russe avant la Révolution

Un autre exemple : dans le Русско-Корельскій Словарь (Dictionnaire russe-carélien), 1908 :
- А̄ a été utilisé comme équivalent du « ä » du carélien moderne/finnois (au lieu de Ѣ)
- Г҅ a été utilisé pour /h/
- У҅ a été utilisé pour /y/
- Ӯ a été utilisé
- Э a été utilisé pour /e/ au lieu du Ѣ dans le texte de 1887

La linguiste spécialisée en langues finno-ougriennes de l’université de Tver, Lyudmila Georgievna Gromova, souligne qu’une grande difficulté de ces alphabets cyrilliques primitifs du carélien fut le manque de cohérence dans le rendu des sons a, ä, ja, jä, ö, jö, y et jy. Par exemple, dans la traduction de l’évangile selon Matthieu datant de 1820, « я » pouvait représenter les sons ä, ja, ou jä.

### Période soviétique

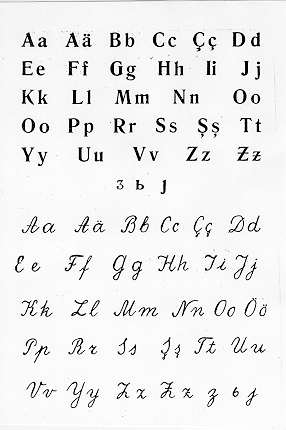
Alphabet de 1930 du carélien de Tver

En 1921, le premier congrès exclusivement carélien sous le régime soviétique a cherché à déterminer lequel du finnois ou du carélien devait être la langue officielle (en plus du russe) de la nouvelle Commune prolétaire de Carélie, qui, deux ans plus tard, allait devenir la république autonome de Carélie. En fin de compte, c'est le finnois qui devient langue officielle, et non le carélien.
Néanmoins, certaines publications ont continué à être faites en cyrillique. Ainsi, la recherche sur le folklore carélien, effectuée par Maria Mikhailovskaya Bezhetsky, une enseignante du district scolaire de Vozdvizhenskaya, a-t-elle été publiée en 1925. En août–décembre 1929, le journal Tverskaya Derevnya (ville de Tver), imprimé en caractères cyrilliques, est devenu le premier journal publié en carélien.

### Alphabet latin pour le carélien de Tver (1930)
En 1930-1931, le carélien littéraire utilisant l’alphabet latin a été normalisé pour la communauté carélienne de Tver, au sud de la république autonome de Carélie et au nord de la ville de Tver, avec l’alphabet suivant :
Aa Ää Bb Cc Çç Dd Ee Ff Gg Hh Ii Jj Kk Ll Mm Nn Oo Öö Pp Rr Ss Şş Tt Yy Uu Vv Zz Ƶƶ з ь ȷ
À noter les lettres supplémentaires empruntées à l’alphabet cyrillique : з (/dž/) et ь, ainsi que les lettres latines inhabituelles ƶ et ȷ (j sans point).

### Alphabet carélien cyrillique unifié (1937–1940)

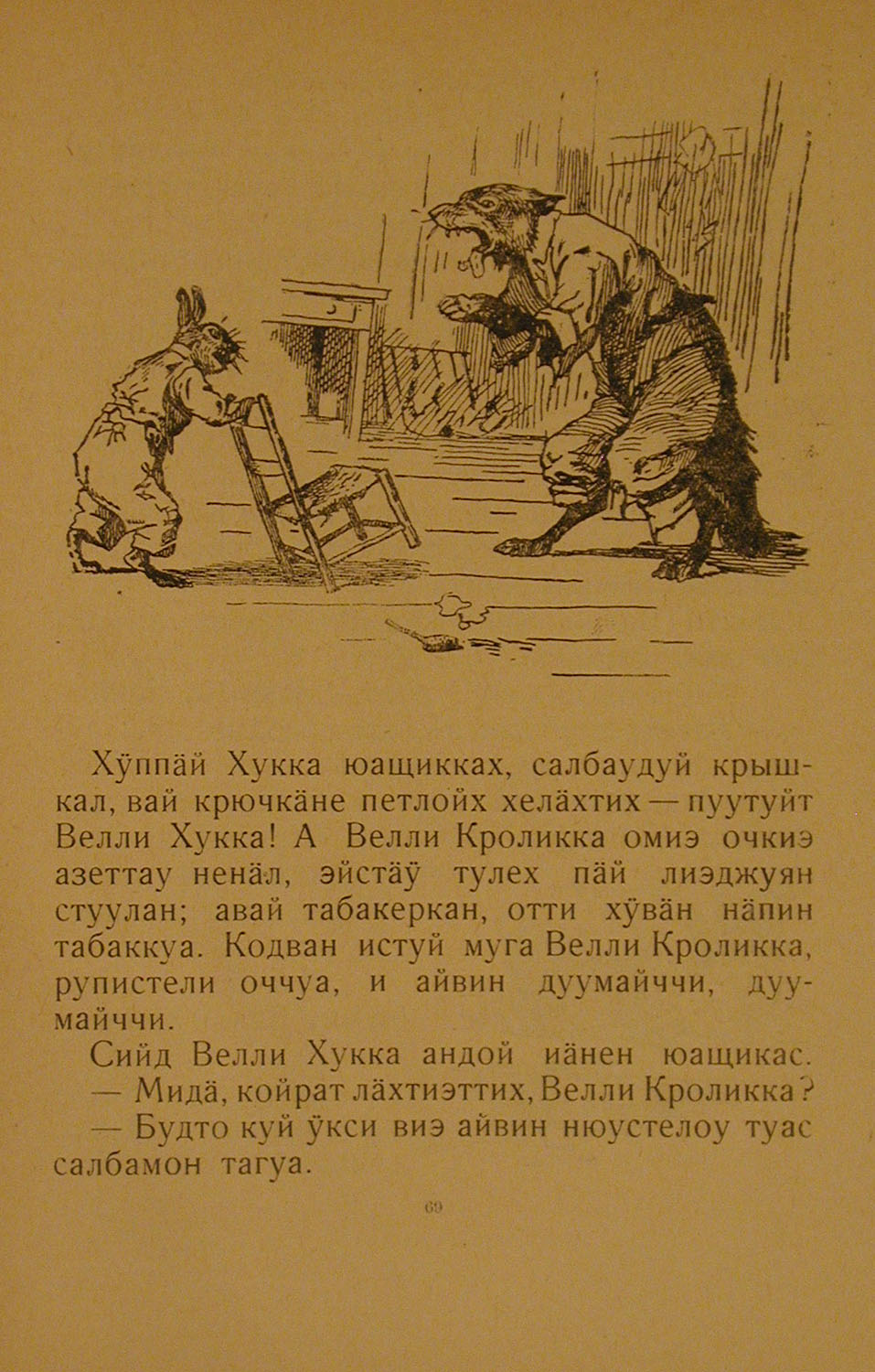
Дядя Римусан Суарнат (Djadja Rimusan Suarnat), les Contes de l’Oncle Rémus dans l’alphabet carélien cyrillique, 1939

En 1937, le gouvernement a souhaité remplacer l’utilisation du finnois (dans la république autonome de Carélie) et du carélien écrit en latin (dans la région de Tver), avec un seul carélien standard écrit en cyrillique. Deux propositions ont été retenues :
- Une proposition a été publiée en octobre 1937 par le commissariat populaire des affaires éducatives carélien, qui comprenait les lettres suivantes avec des trémas : А, Е, О, У, Ю, Я
- Une autre proposition a été publiée par le projet d’alphabétisation Karjalaisen piirikunnan (Karjalaisen piirikunnan aakkosprojekti), et inclus les lettres suivantes avec des macrons (barres) : А, Е, О, У et incluait également Ӡ (pour le son « dzh ») et І. Е̄ (Е avec macron) remplace le Ё russe. Quelques équivalents des lettres latines sont présentés ci-dessous :

| Lettre(s) cyrillique(s) | Équivalent latin  |
| ----------------------- | ----------------- |
| А̄                       | ä                 |
| Е                       | e (pas de « je ») |
| О̄ (О avec macron)       | ö                 |
| Ӯ                       | y                 |
| Я                       | ja                |
| ІА̄                      | jä                |
| Е̄ (Е avec macron)       | jo                |
| IŌ (І + О avec macron)  | jö                |
| Ю                       | ju                |
| ІӮ                      | jü                |
| Ӡ                       | dž                |

Cependant, en fin de compte, une proposition a été adoptée avec moins de lettres cyrilliques non-standards : elle comprenait la totalité de l’alphabet russe, plus les lettres Ӓ, Ӧ, et Ӱ.
Le 8 septembre 1937, à la suite de la proposition de son président, M. I. Kalinine, le Présidium du Comité Exécutif Central discuta de la cyrillisation du carélien. L’orthographe finale a été approuvée par le Comité Régional de Carélie, le 10 février 1938 et publié dans le journal « Karel'skaya Pravda ». Le 14 février, le Commissariat populaire de RSFSR a publié le décret numéro 214, introduisant le carélien en alphabet cyrillique.
Depuis 1937-1939, le gouvernement soviétique a utilisé le nouveau standard du carélien écrit en cyrillique à la fois en RSS de Carélie et dans la région de Tver.
Au cours de cette période, le journal Karjala Sanomat a été écrit en carélien à l’aide de l’alphabet cyrillique, plutôt qu’en finnois.
L’effort a été abandonné dans les années 1940 et le finnois (écrit, comme toujours, dans l’alphabet latin) est redevenu l’une des langues officielles de la RSS de Carélie, tandis que dans la région de Tver, la plupart des Caréliens ont été expulsés en 1939, et le carélien a été interdit. La raison de l’abandon de l’alphabet cyrillique, et du carélien lui-même en tant que langue nationale de la république peut avoir deux explications :
- La difficulté de mise en œuvre :
  - la variété insuffisante de la littérature disponible en carélien ;
  - la difficulté de trouver suffisamment d’enseignants qualifiés pour enseigner dans la langue ;
  - le manque de familiarité avec la nouvelle langue normalisée pour les locuteurs des dialectes existants, qui étaient très différents les uns des autres.
- Des raisons politiques : le 31 mars 1940, la république autonome de Carélie est devenu un acteur à part entière de la RSS, la RSS carélo-finnoise, qui s’étend sur un territoire gagné à la Finlande pendant la guerre d’Hiver. Plus tard, certains historiens ont expliqué cela comme un « moyen pratique pour faciliter la possible intégration des nouveaux territoires finlandais » (ou, éventuellement, l’ensemble de la Finlande) à l’URSS[7],[8],[9]. En vertu de cette théorie, le finnois (comptant beaucoup plus de locuteurs et jouissant d'une tradition littéraire beaucoup plus établie) aurait dû logiquement devenir la langue nationale de la république étendue, de sorte qu’il était inutile d'entretenir le carélien.

### Alphabet carélien olonetsien (1989-2007)
L’alphabet carélien olonetsien a été approuvé en 1989 et il a été utilisé pour écrire l’olonetsien. Il a été remplacé par l’alphabet carélien unifié en 2007. L’alphabet se composait de vingt-neuf caractères, et il était très semblable à l’alphabet moderne :
A B Č D Ǯ E F G H I J K L M N O P R S Š Z Ž T U V Ü Ä Ö '
Dans l’alphabet carélien olonetsien, la lettre Ǯ a été utilisée à la place du digramme Dž pour marquer l’affriquée voisée. Par exemple, le mot mandžoi (fraise) était écrit manǯoi. Pour les ordinateurs utilisés à cette époque, la lettre ǯ était problématique, et dans de nombreux cas, elle devait être insérée manuellement par la suite. La lettre Ü représentait la même voyelle que la lettre Y utilisée dans l’alphabet moderne.

## Alphabet carélien actuel (depuis 2007)
L’alphabet carélien moderne unifié est utilisé pour écrire toutes les variantes du carélien (y compris le carélien de Tver, qui l'a adopté en 2017). Il se compose d’un total de vingt-huit caractères : vingt-deux sont issus de l’alphabet latin basique ISO, cinq sont dérivés de l’alphabet latin de base par l’ajout de signes diacritiques, et le dernier caractère est l’apostrophe, qui indique une palatalisation du son précédent. La gamme de sons entière des mots caréliens natifs est destinée à être représentée par ce jeu de caractères.
| Capitales  |   |   |   |   |   |   |   |   |   |   |   |   |   |   |   |   |   |   |   |   |   |   |   |   |   |   |   |
| A          | B | Č | D | E | F | G | H | I | J | K | L | M | N | O | P | R | S | Š | Z | Ž | T | U | V | Y | Ä | Ö | ' |
| Minuscules |   |   |   |   |   |   |   |   |   |   |   |   |   |   |   |   |   |   |   |   |   |   |   |   |   |   |   |
| a          | b | č | d | e | f | g | h | i | j | k | l | m | n | o | p | r | s | š | z | ž | t | u | v | y | ä | ö | ' |

L’alphabet unifié a été approuvé en 2007 comme remplacement des alphabets distincts que sont les alphabets olonetsien et carélien proprement dit. Les lettres Ä et Ö sont des voyelles qui, à la différence des umlauts allemands, sont considérées comme distinctes et sont classées par ordre alphabétique séparément de la voyelle correspondante sans diacritique. Les consonnes post-alvéolaires Č, Š et Ž peuvent être remplacées par les digrammes Ch, Sh et Zh lorsque l’écriture du caron est impossible ou peu pratique — par exemple ruočči (suédois) peut être écrit ruochchi.
Le 29 mai 2014, la lettre C a été ajoutée à l’alphabet unifié. La lettre peut être utilisée pour écrire les mots en ludien et est autorisée pour écrire les emprunts en carélien de Livvi et en carélien.

### Noms des lettres
| Lettre | Nom de la lettre |
| ------ | ---------------- |
| A      | aa               |
| B      | bee              |
| Č      | čee              |
| D      | dee              |
| E      | ee               |
| F      | ef               |
| G      | gee              |
| H      | hoo              |
| I      | ii               |
| J      | jii              |
| K      | koo              |
| L      | el               |
| M      | em               |
| N      | en               |
| O      | oo               |
| P      | pee              |
| R      | er               |
| S      | es               |
| Š      | šee              |
| Z      | zee              |
| Ž      | žee              |
| T      | tee              |
| U      | uu               |
| V      | vee              |
| Y      | yy               |
| Ä      | ää               |
| Ö      | öö               |
| '      | pehmendysmerkki  |

### Formes cyrilliques du carélien
- "Kyrilliseen aakkostoon siirtyminen", Neuvostoliiton kielipolitiikkaa: Karjala kirjakielen suunnittelu 1930-luvulla, l'Esa Anttikoski, Joensu Université
- Дядя Римусан Суарнат Oncle Remus de Joel Chandler Harris, la traduction en carélien (alphabet cyrillique de 1939)

### Alphabet carélien du carélien de Tver de 1930
- Eas Anttikoski, "Neuvostoliiton kansallisuus - ja kielipolitiikka Tverin Karjalassa 1930-luvulla"
- L'Esa Anttikoski, "Tverinkarjalainen kirjaimisto ja ortografia" - alphabet et prononciation